# Adela Ber Vukić
Adela Ber Vukić też jako: Jelena Behr (ur. 30 grudnia 1888 w Tuzli, zm. 28 października 1966 w Sarajewie) – bośniacka malarka i graficzka.

## Życiorys
Urodziła się w Tuzli, jako córka pochodzącego z Czech urzędnika Franjo Bera. W Sarajewie ukończyła szkołę dla dziewcząt, a następnie szkołę pedagogiczną. W latach 1908–1914 kształciła się w Wiedniu pod kierunkiem Roberta Scheffera, a następnie w szkole artystycznej dla kobiet (Kunstschule für Frauen und Mädchen), razem z Lujzą Kuzmić Mijić. Po ukończeniu studiów powróciła do Sarajewa, gdzie planowała otworzyć prywatną szkołę malarstwa, ale jej plany pokrzyżował wybuch I wojny światowej. W 1919 wyszła za mąż i przyjęła nazwisko Vukić. W tym samym roku po raz pierwszy zaprezentowała publicznie swoje prace na wystawie w Domu Oficerskim w Sarajewie. Kolejną wystawę prac malarki zorganizowano w 1939 w Salonie Ullrich w Zagrzebiu. Mimo starań nie przyjęto jej nigdy do Stowarzyszenia Artystów Plastyków Bośni i Hercegowiny. Zmarła w Sarajewie.

## Twórczość
Malowała głównie obrazy olejne i akwarele - pejzaże i martwe natury, była też autorką drzeworytów. Większość jej prac znajduje się w zbiorach Międzynarodowej Galerii Portretu w Tuzli.

## Pamięć
Pierwsza retrospektywna wystawa jej twórczości została otwarta w 1977 w Tuzli, kolejna w tym mieście miała miejsce w 2016, w 50 rocznicę śmierci artystki. W 2022 wystawę obrazów Adeli Ber Vukić otwarto w galerii Preporod w Zenicy. Imię Adeli Ber Vukić nosi jedna z ulic w Tuzli.